# آمنون لیپکین-شاهاک
آمنون لیپکین-شاهاک (انگلیسی: Amnon Lipkin-Shahak; ۱۸ مارس ۱۹۴۴ – ۱۹ دسامبر ۲۰۱۲) سپهبد نیروی زمینی اسرائیل بود، که در فاصله سال‌های ۱۹۹۵ تا ۱۹۹۸ به‌عنوان پانزدهمین رئیس ستاد کل نیروهای مسلح اسرائیل فعالیت می‌کرد. وی از ۱۹۹۹ تا ۲۰۰۱ وزیر گردشگری و از ۲۰۰۰ تا ۲۰۰۱ وزیر حمل‌ونقل و ایمنی جاده‌های اسرائیل بود.
شاهاک فعالیت نظامی را از سال ۱۹۶۲ در تیپ ۳۵ چترباز آغاز کرد. او از ۱۹۸۱ تا ۱۹۸۳ فرمانده لشکر ۱۶۲ زرهی هاپلادا بود، در فاصله سال‌های ۱۹۸۳ تا ۱۹۸۶ فرماندهی مرکزی اسرائیل را برعهده داشت، از ۱۹۸۶ تا ۱۹۹۱ به‌عنوان رئیس آمان فعالیت می‌کرد و از ۱۹۹۱ تا ۱۹۹۴ جانشین رئیس ستاد کل نیروهای دفاعی اسرائیل بود و با حفظ سمت ریاست اداره عملیات ستاد کل را برعهده داشت.